# Rózsásfejű réce
A rózsásfejű réce (Netta caryophyllacea vagy Rhodonessa caryophyllacea) a lúdalakúak rendjébe, ezen belül a récefélék (Anatidae) családjába tartozó faj volt.

## Előfordulása
Bangladesben, Kelet-Indiában, Észak-Mianmarban és Nepálban élt.
Költőterületei az elefántfűvel benőtt síksági nedves mocsárrétek voltak.

## Megjelenése
Testhossza 60 centiméter volt. Jellegzetessége rózsaszín feje volt.
Hosszú nyaka és feje volt. A kifejlett hímnek puha, plüssszerű tollak borították a fejét.
A csokoládébarna test élesen különbözött a sötétrózsaszín fejtől.
A nőstények és a fiatalok fakóbbak voltak és hasonlítottak az üstökösrécere (Netta rufina).
Összetéveszthető volt az üstökös récével, különösen úszás közben, bár az üstökös réce hímjének határozottan vöröses a feje, míg a rózsásfejű récének rózsaszín.

## Életmódja
Társas madár volt és nagyobb, akár 30 madarat számláló csoportokban élt. 
Többnyire a vízfelszínen kereste táplálékát, de rövid időre a víz alá is merült olykor.
Tápláléka vízinövényekből, rákokból és kagylókból állt.

## Szaporodása
Költési időszaka áprilisban és májusban volt. Majdnem kerek fészkét jóval a vízszint felett a folyópart bozótosában építette. 
A fészekalja 5-10 kerek tojásból állt.  

## Kihalása
Mindig is ritka faj volt. Utoljára bizonyítottan 1935-ben látták.
Valószínűleg látták a '60-as évek elején is.
Rory Nugent, amerikai madármegfigyelő és indiai társa látták a madarat 1988-ban a Brahmaputra partvidékén.
Miután kifejezetten a madár után kutatva a páros végigutazott a folyón, egy hónapnyi keresés után láttak egy példányt Saikhoa Ghat-nál a folyó északi részén. 
Ez a felfedezés nem volt elég ahhoz töröljék a madarat a kihalt fajok közül.
A madarat terepen könnyű összetéveszteni valamilyen hasonló fajjal , mint az üstökös récével, a foltoscsőrű récével (Anas poecilorhyncha) vagy a dzsungelrécével (Cairina scutulata).
A madár talán még életben lehet Mianmar északi részén, ami tudományos szempontból elég feltáratlan területnek számít.
Kihalásának (vagy nagyon megritkulásának) oka valószínűleg élőhelyének átalakítása volt. 
Ma sem ismert a madár miért számított mindig is ritkának.
Később a madár különleges tollazata miatt a vadászok kedvelt zsákmányává vált.
Az utolsó ismert példányt C. M. Inglis lőtte 1935-ben Dabhanga közelében, Bihár államban, Indiában.
Korábban tartották a madarat fogságban Indiában és Angliában  is, de ismeretlen okok miatt fogságban nem szaporodott soha.